# École des Barres
L’École des Barres à Nogent-sur-Vernisson (Loiret) constitue depuis 1873 un pôle d'enseignement forestier. Celui-ci a fortement évolué. À ses débuts, il s'agissait d'un centre de formation professionnel destiné au personnel de l'administration des Eaux et Forêts. Par la suite, à partir du milieu des années 1960, il a assuré la formation de niveau supérieur de techniciens forestiers et d'ingénieurs forestiers, destinés à la gestion forestière dans le secteur public (pour les services de l'État, Office national des forêts…) et privé (centres régionaux de la propriété forestière, coopératives forestières…). Depuis 1990, il ne forme que des techniciens supérieurs dans le domaine de la forêt et de l'environnement naturel. 

## Les origines
Au tournant des années 1800, une prise de conscience de l'état de dégradation des forêts, aggravé depuis 1760 par la politique libérale appliquée aux forêts et par la période révolutionnaire, amène la promulgation du Code forestier en 1827 et la mise en place d'une nouvelle administration forestière. L'école des Eaux et Forêts de Nancy est ainsi créée en 1824 pour former l'encadrement supérieur. 
Mais, dès les années 1860, apparaît à l'administration des Eaux et Forêts, la nécessité de créer aussi d'autres écoles pour améliorer la technicité des préposés de terrain. Quatre centres d'enseignement secondaires sont installés de 1863 à 1870 à Bourg, Épinal, Toulouse et Villers-Cotterêts, pour former des « gardes généraux adjoint ». Ces centres seront rapidement fermés, le dernier, Villers-Cotterêts, en 1883. Cet insuccès était prévisible : pas de programme avant 1870, aucune sélection à l'entrée, peu de réussite à l'issue des cours. 
En 1873 s'ajoute un centre d'enseignement de pratique sylvicole sur le domaine des Barres (Loiret), ancienne propriété de la famille Vilmorin comprenant un arboretum.
Un arrêté du 16 juin 1882 (ministère de l'Agriculture) complété par les décrets des 14 et 15 janvier 1888 va instituer sur le domaine des Barres :
- Une école pratique de sylviculture destinée à former des gardes particuliers, des régisseurs agricoles et forestiers et subsidiairement des candidats à l'emploi de préposés forestiers.
- Une école secondaire d'enseignement professionnel théorique et pratique destinée à faciliter aux préposés l'accès au grade de « garde général adjoint », auxiliaire placé sous les ordres des « inspecteurs » issus de l'école de Nancy.

## L’École primaire de sylviculture (1873-1962)
L’école primaire des Barres, créée en 1873, est destinée « aux fils de forestiers préposés, qui souhaitent suivre la carrière de leurs pères ». L'entrée, à l'âge de dix-neuf à vingt-cinq ans, se fait par concours, la durée des cours est de deux ans, durant lesquels les élèves reçoivent un salaire mensuel de 45 F, destiné à pourvoir à leurs dépenses d'entretien et de nourriture. À la suite d'un examen, les élèves sortant de l'école des Barres sont d'abord nommés « gardes auxiliaires » puis, après leurs vingt-cinq ans, « gardes forestiers ».
En 1962, cette école primaire de sylviculture quittera le domaine des Barres pour s'installer à Crogny près de Chaource (Aube).

## Formation forestière supérieure

### L’École secondaire de sylviculture (1884-1966)
En octobre 1884, le pavillon Lorentz, construit l'année précédente, recevait la première promotion.
De 1884 à 1933, 45 promotions formèrent 304 gardes généraux des Eaux et Forêts (6 à 7 par an) exclusivement issus de la formation professionnelle grâce à un concours ouvert aux préposés, commis et géomètres des Eaux et Forêts. Le recrutement est élargi en 1933 en ouvrant le concours aux fils et petits-fils de forestiers diplômés ingénieur agronome ou ingénieur agricole. Désormais on parle des « officiers de gestion » formés à l’École secondaire des Barres ou sortis du rang, les distinguant des officiers des Eaux et Forêts « brevetés » diplômés à Nancy.
À partir de 1950 l’école forestière des Barres forme des « ingénieurs des travaux des Eaux et Forêts » (ITEF) parmi les élèves diplômés des quatre Écoles nationales d'Agriculture (1/3) et pour 2/3 sur un concours distinct parmi les gardes et les « brigadiers » des Eaux et Forêts titulaires du baccalauréat ou du brevet supérieur. Les 9 promotions (1954-1961) recrutées suivant ces modalités, formèrent 85 ingénieurs des travaux dont 10 étaient issus des écoles nationales d'agriculture.

### L'ENITEF – École nationale des ingénieurs des travaux des Eaux et Forêts (1966-1990)
Après la transformation en 1965 de école des Eaux-et-Forêts de Nancy (ENEF) en école nationale de génie rural et des Eaux et forêts (ENGREF), l'école secondaire des Barres est transformée à son tour en 1966 en École nationale des ingénieurs des travaux des Eaux et forêts (ENITEF), rattachée à la direction de l'enseignement du ministère de l'Agriculture et dotée de l'autonomie financière. L'ENITEF est l'une des écoles nationales d’ingénieurs (groupe ENI). 
Daniel Aubertin, directeur de 1968 à 1979, lui donne un essor considérable : rattachement en 1968 de la section préparatoire au brevet de technicien supérieur (BTS) « Productions forestières » alors unique ; augmentation du nombre des enseignants ; concours commun avec l'Institut national agronomique de Paris-Grignon et les écoles nationales des sciences agronomiques à partir de 1974 ; enrichissement important des équipements pédagogiques ; enfin, construction réalisée entre 1981 et 1983 de nouveaux bâtiments sur le domaine des Barres.

#### Les directeurs

##### de l’École secondaire de sylviculture (1884-1966)
- Louis Marchand (1841-1912), directeur de 1897 à avant 1909[8],[9]
- Léon Pardé (1865-1943), directeur de 1919 à 1933[10], bien connu pour ses travaux en dendrologie
- Jean Bocquentin (1893-1986), directeur de 1950 à 1956
- Jean Pourtet (1908-1984), directeur de 1956 à 1966

##### de l'ENITEF – École nationale des ingénieurs des travaux des Eaux et Forêts (1966-1990)
- Daniel Aubertin (1923-2008), directeur de 1968 à 1979 ; voir supra
- Henri Daburon, directeur de 1980 à 1988
- Roger Ramon, directeur 1988 à 1999 également professeur en technologie du bois

#### Les élèves ingénieurs

##### à partir de 1961
Le recrutement s'effectue dans la pratique :
- pour 7/10 par un concours « externe » après un à deux ans de classes préparatoires (CPGE) après le baccalauréat ;
- pour 3/10 par un concours interne ouvert aux techniciens forestiers (des Eaux et Forêts puis après 1966, de l'État et de l'Office national des forêts).

##### après 1974
Elle recrute à partir du concours commun aux écoles agronomiques (INA et ENSA).
Les promotions comprennent de 20 à 30 élèves, dont la plupart sont des élèves fonctionnaires appartenant au corps des ingénieurs des travaux des Eaux et Forêts (ITEF) du ministère de l'Agriculture. À partir de 1952, l'école accueille quelques élèves externes ainsi que des élèves et auditeurs étrangers. La première femme ingénieure fait partie de la 80e promotion (1973).

#### Les enseignants
Les enseignants sont communs à la formation des ingénieurs et à celle des techniciens.
En 1984, le corps enseignant permanent comprend 16 personnes auxquels s'ajoutent outre le directeur et sous-directeur, environ 25 personnels administratifs et d'entretien. De plus 60 enseignants provenant de l’Éducation nationale, de la Recherche, des services spécialisés de l’Administration, de l'ONF ou du secteur privé assurent des vacations.

#### La formation à l'ENITEF
La formation à l'ENITEF se faisait sur trois années composées :
- un tronc commun de deux années sur le domaine des Barres comprenant :
  - des cours : sylviculture, aménagement forestier, botanique, topographie, constructions et routes, dendrométrie, statistique, pédologie, droit forestier et chasse, restauration des terrains en montagne, écophyto-sociologie,
  - des travaux pratiques de terrain sur le domaine des Barres et dans les forêts environnantes,
  - un projet par promotion, aménagement, projet de route, etc., ancré dans la réalité de terrain d'un service de gestion,
  - des tournées forestières d'une ou deux semaines faisant découvrir les spécificités forestières régionales (Landes, Lorraine, Alpes ou Pyrénées, Picardie, Alsace, Vosges…) tant de gestion que de filière bois.
- une troisième année en stage dans un service de gestion (ONF, DDAF…) ou dans un centre de recherche (Cemagref, INRA), donnant lieu à un mémoire soutenu devant un jury pour le diplôme « d'ingénieur des techniques forestières »[12], reconnu par la Commission des Titres d'Ingénieurs[6], dans le cadre d'un cursus bac + 5.

#### Les débouchés de l'ENITEF
Les élèves fonctionnaires trouvaient leur place dans l'administration (direction départementale de l'Agriculture et de la Forêt) et à l'Office National des Forêts en dirigeant des circonscriptions — appelées cantonnement (1966), puis subdivisions (1974), division (en 1987) — encadrant 3 à 6 techniciens et une vingtaine d'agents forestiers, dans la gestion de forêts domaniales et communales.
Les élèves civils intégraient les organismes de gestion de la forêt privée (expertise, personnel des centres régionaux de la propriété forestière privée) ou les coopératives de gestion ou d'approvisionnement forestières.
Les auditeurs libres étrangers constitueront souvent l'encadrement de haut niveau de services des eaux et forêts de leurs pays d'origine.

#### Les techniciens forestiers des Barres
À partir de 1968 une formation de techniciens supérieurs forestiers préparant le brevet de technicien supérieur (BTS) « productions forestières » a formé chaque année 20 à 25 élèves en parallèle à l’école d'ingénieurs.

### De l'ENITEF à la FIF (formation des ingénieurs forestiers) (1990-2012)
La formation des ingénieurs forestiers à l’École des Barres a pris fin en 1990 (99e promotion) pour laisser place à la formation des ingénieurs forestiers (FIF) auprès de l'École nationale du génie rural, des eaux et des forêts à Nancy. 
La nouvelle formation constituait alors un développement naturel de l’ENITEF en « poursuivant l’élévation du niveau des connaissances scientifiques, l’approfondissement des connaissances spécifiques, en l’élargissement de l’horizon technique au bois, à l’entreprise, à l’environnement, avec une ouverture européenne ».
Ainsi, après 2010, au domaine des Barres seule la formation des techniciens supérieurs s'est poursuivie.
En 2012, plus aucun diplôme « d'ingénieurs forestiers » n'a été délivré en France.

### De la FIF au SIF (sciences et ingénierie forestières) (à partir de 2019)
Pour donner plus de lisibilité à la formation spécialisée en matière forestière, AgroParisTech a annoncé en mai 2018 qu'un diplôme en « sciences et ingénierie forestières » (SIF) serait délivré aux étudiants forestiers, en plus de celui de généraliste, en sciences et ingénierie du vivant, qui prévalait jusqu'à présent. Ce nouveau diplôme plus explicite devrait être attribué en novembre 2019. Cette dernière évolution fait suite au récent rapport produit par l’école, qui brosse les enjeux, à l’horizon 2025, de la formation des cadres du secteur forestier.
La première promotion du SIF s’inscrit à la rentrée 2018-2019. Ils sont au nombre de 36 et sortent diplômés en décembre 2019.

### Anciens élèves célèbres
- Marius Vazeilles (1881-1973), expert forestier, syndicaliste, homme politique et archéologue français, passé par l'école primaire puis l'école secondaire des Barres.

## Le lycée forestier et de l'environnement
Depuis 2012, les bâtiments scolaires et d'hébergement du domaine des Barres sont dévolus au lycée forestier et de l'environnement qui appartient au LEGTA Les Barres-Le Chesnoy à Amilly près de Montargis. Il est spécialisé dans les formations forestières et environnementales :
- BTSA gestion et protection de la nature (GPN) – environ 70 étudiants
- BTSA - Gestion forestière (GF) – environ 60 étudiants
- Licence professionnelle forêts, gestion et préservation de la ressource en eau (depuis 2012)
- Master (formation professionnelle et continue)